# FK Spartak Sofia
Maillots
Le Fudbolen Klub Spartak Sofia (en bulgare : Футболен Клуб Спартак София), plus couramment abrégé en Spartak Sofia, est un ancien club bulgare de football fondé en 1947 et disparu en 2007, et basé dans la ville de Sofia.

## Histoire
Le club est officiellement fondé en 1947, de la fusion du FK Rakovski et du FK-13 (de clubs de la ville de Sofia) et débute alors en division régionale bulgare. Ses couleurs d'origine sont le bleu et le blanc. Le Spartak joue ses rencontres à domicile au Stade Rakovski, d'une capacité de 5000 spectateurs. Toujours en 1947, le Spartak fusionne avec un autre club de la capitale, le FC Yunak. 
Le FK Spartak reste indépendant jusqu'au 22 janvier 1969, date de sa fusion avec le Levski Sofia. Le nouveau club prend alors le nom de Levski-Spartak. Cette fusion reste en cours jusqu'en 1990, où le club retrouve son indépendance. En 2005, à la suite d'un partenariat avec le Levski, le club change une dernière fois de nom, devenant une nouvelle fois le Levski Spartak, avant d'être finalement dissous en 2007.
Le Spartak a remporté un titre national au cours de son histoire : la Coupe de Bulgarie, gagnée en 1968 après avoir battu PFK Beroe Stara Zagora en finale. Ce succès aurait dû permettre aux partenaires de Pavel Panov de participer à la Coupe des Coupes la saison suivante mais le Printemps de Prague entraîne le boycott des Coupes d'Europe par les pays membres du Pacte de Varsovie. Le club a également perdu en finale de Coupe à deux reprises, en 1952 et 1967. En championnat, le Spartak n'a jamais remporté le titre en 19 saisons disputées au plus haut niveau mais a réussi à deux reprises à terminer à la deuxième place du classement, en 1951 et 1952.
Parmi les meilleurs joueurs ayant porté le maillot du FK Spartak, outre Panov, on peut citer les internationaux bulgares Dobromir Zhechev, Milko Gaydarski et le gardien de but Georgi Spirov Najdenov.

## Palmarès
| Compétitions nationales | Compétitions internationales                           |
| --- | ------------------------------------------------------ |
| - Coupe de Bulgarie (1) : - Vainqueur : 1967-68. - Finaliste : 1952 et 1966-67. - Championnat de Bulgarie : - Vice-champion : 1951 et 1952. | - Coupe des Balkans des clubs : - Finaliste : 1967-68. |

## Personnalités du club

### Entraîneurs du club
- Lyubomir Simov